# Führerkansliet

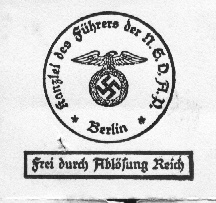
Führerkansliets sigill.

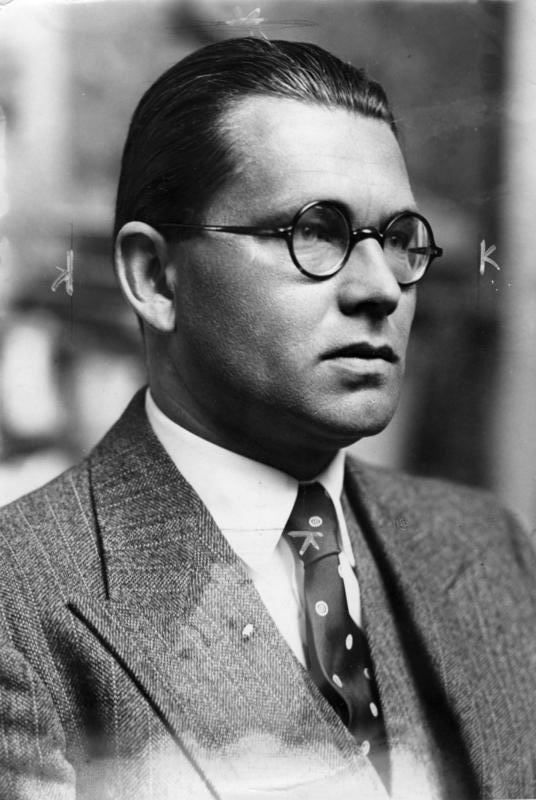
Philipp Bouhler var chef för Führerkansliet. (fotografi från oktober 1938)

Führerkansliet (tyska Kanzlei des Führers der NSDAP) var en organisation inom Nationalsocialistiska tyska arbetarepartiet (NSDAP). Führerkansliet var Adolf Hitlers privata kansli och handlade en rad olika ärenden, till exempel klagomål mot partiämbetsmän och nådesansökningar. Chef för Führerkansliet var SS-Obergruppenführer Philipp Bouhler.

## Organisation
| Huvudavdelning | Huvudavdelning                                      | Funktion                                                                                            | Chef                                                            | Chef                                                     |
| Führerkansliet | Führerkansliet                                      | Führerkansliet                                                                                      | Reichsleiter Philipp Bouhler                                    | Reichsleiter Philipp Bouhler                             |
| I              | Privatkansliet                                      | Privatkansliet                                                                                      | Oberdienstleiter Albert Bormann                                 | Oberdienstleiter Albert Bormann                          |
| II             | Angelägenheter beträffande staten och partiet       | Angelägenheter beträffande staten och partiet                                                       | Oberdienstleiter Viktor Brack                                   | Oberdienstleiter Viktor Brack                            |
| II             | IIa                                                 | Ställföreträdande chef för huvudavdelning II                                                        |                                                                 | Oberbereichsleiter Werner Blankenburg                    |
| II             | IIb                                                 | Angelägenheter beträffande riksministerierna samt nådesansökningar                                  | Amtsleiter Hans Hefelmann, ställföreträdare Richard von Hegener |                                                          |
| II             | IIc                                                 | Angelägenheter beträffande Wehrmacht, polisen och Sicherheitsdienst (SD) samt de kyrkliga samfunden | Amtsleiter Reinhold Vorberg                                     |                                                          |
| II             | IId                                                 | Partiangelägenheter                                                                                 | Amtsleiter Buchholz, från 1942 Brümmel                          |                                                          |
| III            | Överklaganden beträffande partiangelägenheter       | Överklaganden beträffande partiangelägenheter                                                       | Oberdienstleiter Hubert Berkenkamp, från 1941 Kurt Giese        | Oberdienstleiter Hubert Berkenkamp, från 1941 Kurt Giese |
| IV             | Social- och ekonomiangelägenheter                   | Social- och ekonomiangelägenheter                                                                   | Hauptamtsleiter Heinrich Cnyrim                                 | Hauptamtsleiter Heinrich Cnyrim                          |
| V              | Angelägenheter beträffande personal och anställning | Angelägenheter beträffande personal och anställning                                                 | Oberdienstleiter Herbert Jaensch                                | Oberdienstleiter Herbert Jaensch                         |